# Georg Netzband
Georg Netzband (* 30. Juli 1900 in Berlin; † 7. April 1984 in Lindenberg im Allgäu)  war ein deutscher Maler und Kunstpädagoge.

## Leben
Georg Netzband leistete nach der mittleren Reife ab 1917 Hilfsdienst und ab Juli 1918 Kriegsdienst in Frankreich. Ende 1918 begann er das Studium an der Staatlichen Kunstschule Berlin in den Klassen von Georg Tappert (Graphik), Bernhard Hasler (Malerei) und Georg Walter Rössner (Zeichnen). 1919 stellte er erstmals bei der Großen Berliner Kunstausstellung im Raum der Novembergruppe aus. Seine Arbeiten wurden fortan dort regelmäßig gezeigt und auch in den Ausstellungen der Preußischen Akademie der Künste. 1921 machte er ein Zeichenlehrerexamen und war in den Folgejahren bis 1924 an der Reform des Zeichen- und Werkunterrichts beteiligt.  Als Lehrer war er auf der Schulfarm Insel Scharfenberg und an Berliner Stadtschulen tätig. 1923 erfolgte die erste große Ausstellung der Ergebnisse des neuen Unterrichts, die von Hasler in eine Reform des Kunstunterrichts und der  Kunstlehrerausbildung in Preußen eingebracht wurden. Im Jahr 1931 erhielt Netzband ein Stipendium der Stadt Berlin für einen Studienaufenthalt in Paris.
In der Zeit des Nationalsozialismus publizierte Netzband mehrere kleinere Bücher und wirkte bei der Erstellung von Lehrmaterialien der Reichsstelle für den Unterrichtsfilm mit. Er wurde mehrfach festgenommen und verhört. 1936 erhielt er wegen politischer Unzuverlässigkeit ein Ausstellungsverbot für die Preußische Kunstakademie und die Berliner Kunstausstellung. Im Jahr 1937 hatte er in der Berliner Galerie Gurlitt noch eine Einzelausstellung. Seine politischen Bilder steckte er in Blechbehälter, die er vergrub, und die dadurch diese Zeit überstanden.
Netzband wurde 1940 zur Wehrmacht eingezogen und kehrte 1947 kriegsversehrt aus sowjetischer Kriegsgefangenschaft nach Lindenberg im Allgäu zurück. Von 1950 bis 1968 arbeitete er in West-Berlin als Kunstlehrer und Fachseminarleiter für Kunst und Werken im Lehrerseminar Berlin-Schöneberg, wobei er mit dem Fotografen Fritz Eschen drei fachdidaktische Schriften herausgab. 1968 zog er wieder ins Allgäu, seine Bilder wurden im In- und Ausland auf kleinen Ausstellungen gezeigt.

## Ehrungen
- Bundesverdienstkreuz am Bande (15. September 1980)

## Schriften (Auswahl)
- Knarre und Maid, Rekrutenzeit. Zeichnungen und Erlebnisse von Georg Netzband. In Verse gesetzt von Jochen Paesel. West-Ost-Verlag, Berlin 1938.
- Ein lustiges Zoobuch in Versen mit 65 Zeichnungen. West-Ost-Verlag, Berlin 1938.
- Zu Zweien : Bildbericht einer jungen Ehe. West-Ost-Verlag, Berlin 1939
- Peterchen im Walde : Ein buntes Bilderbuch. West-Ost-Verlag, Berlin 1944
- Georg Netzband, Fritz Eschen: Kunstpädagogische Anregungen : ein Beitrag zur Praxis der bildnerischen Erziehung an allgemeinbildenden Schulen.
  - Band 1 : Die ersten sechs Schuljahre. Musterschmidt, Göttingen 1955.
  - Band 2 : 7. bis 10. Schuljahr und Berufsfindungsjahr. Musterschmidt, Göttingen 1955.
  - Band 3 : Konstruktives Gestalten. Musterschmidt, Göttingen 1955.